# C.M. Newton
Charles Martin Newton, detto C.M. (Rockwood, 2 febbraio 1930 – Tuscaloosa, 4 giugno 2018), è stato un allenatore di pallacanestro, cestista, giocatore di baseball e dirigente sportivo statunitense.
È membro del Naismith Memorial Basketball Hall of Fame dal 2000 in qualità di contributore.

## Carriera
Da cestista ha giocato a livello di college nei Kentucky Wildcats. Ha poi allenato dal 1956 al 1989.
Ha giocato nella Minor League Baseball con i Quincy Gems, i Norfolk Tars e la squadra giovanile dei New York Yankees.
È stato il presidente dello USA Basketball dal 1992 al 1996; membro per 11 anni del consiglio direttivo del NABC, ha inoltre diretto lo "NCAA Rules Committee" dal 1979 al 1985.

## Palmarès
- Campione NCAA (1951)